# Múscul extensor radial llarg del carp
El múscul extensor radial llarg del carp o primer radial extern (musculus extensor carpi radialis longus) és un múscul de la regió lateral o externa de l'avantbraç. S'origina en l'extremitat inferior de l'húmer i s'insereix en la base del segon metacarpià. La seva acció és l'extensió de canell.
És extensor del canell dirigint-lo lleugerament cap a l'abducció per l'obliqüitat del tendó.

## Origen, recorregut i inserció
S'origina en el terç inferior de la vora lateral de l'húmer i en el septe intermuscular lateral del braç per sota del múscul supinador llarg amb el que, en aquesta alçada, està en contacte íntim. El cos del múscul es troba en la meitat superior de l'avantbraç acompanyat pel múscul supinador llarg pel davant i el segon radial extern pel darrere. Al costat intern té el radi i per fora és subcutani.
A la meitat del recorregut es converteix en tendó, passa per darrere l'apòfisi estiloide, per la tabaquera anatòmica i acaba per inserir-se en la cara dorsal de la base del segon metacarpià.

## Irrigació i innervació
L'irriga una arteriola que prové de l'artèria recurrent radial anterior. Està innervat pel nervi radial.

## Imatges

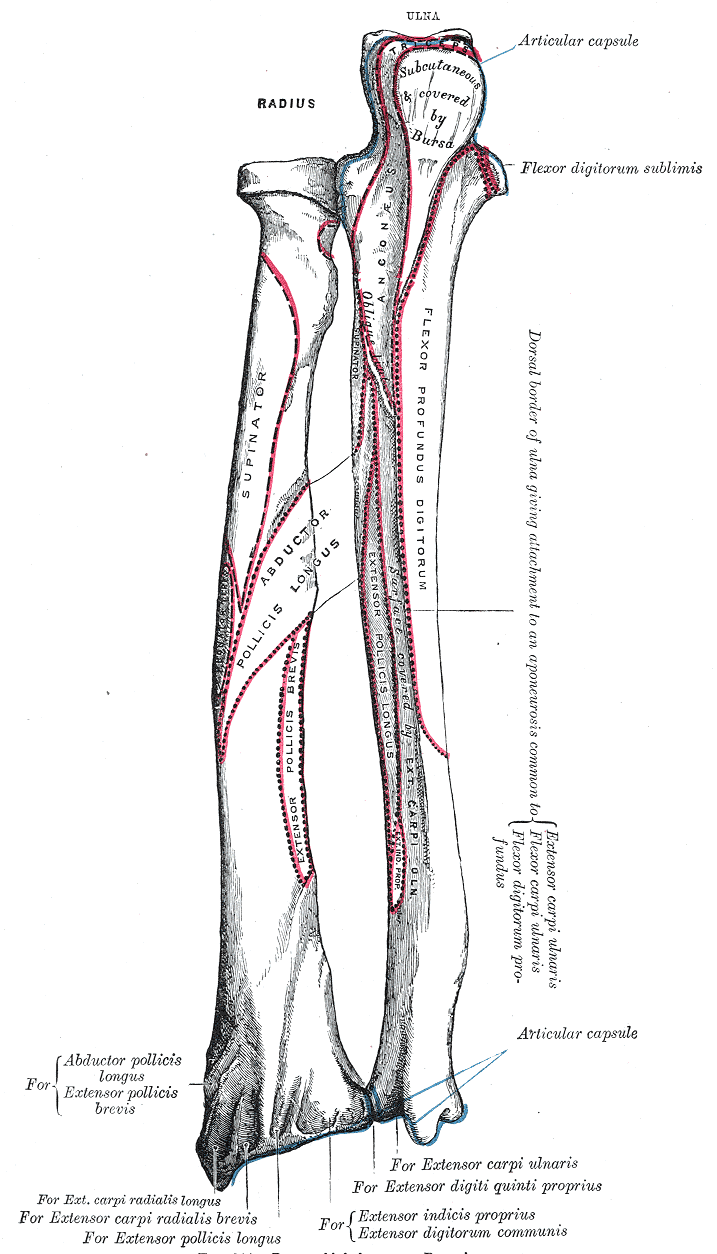
Cara posterior dels ossos de l'avantbraç esquerre.
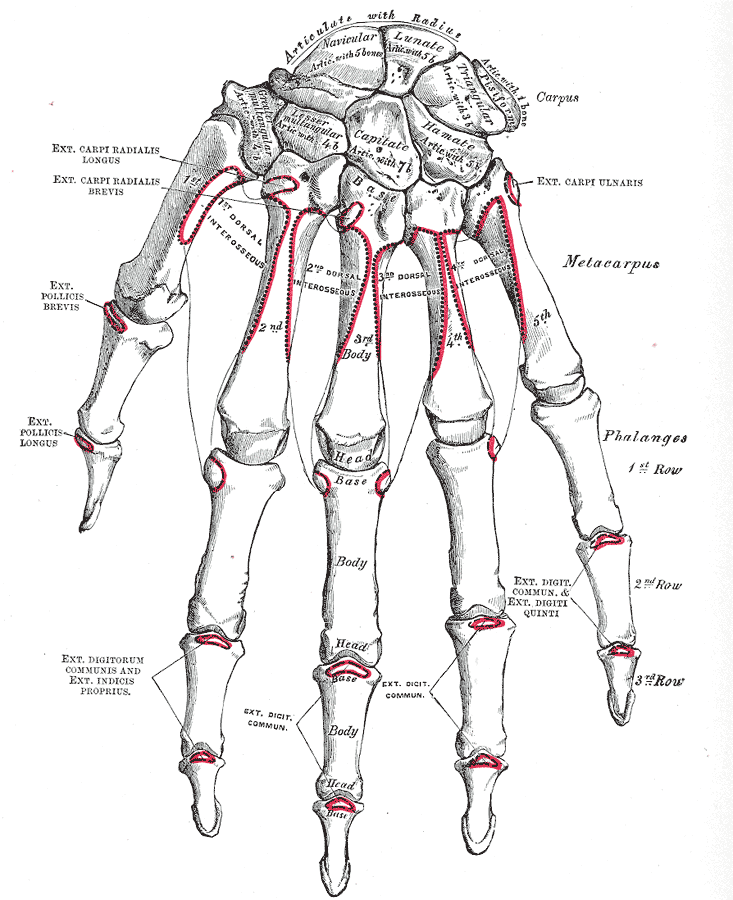
Superfície dorsal dels ossos de la mà esquerra.
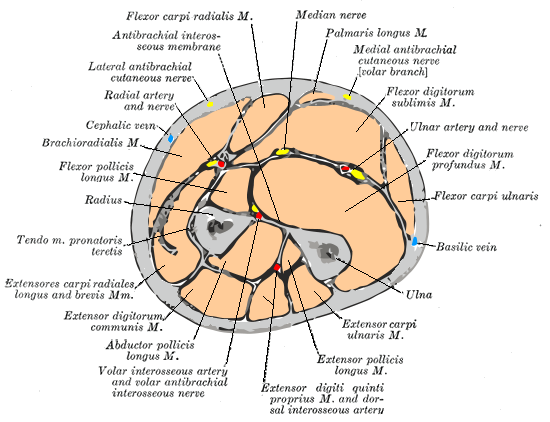
Secció transversal de la part mitjana de l'avantbraç.
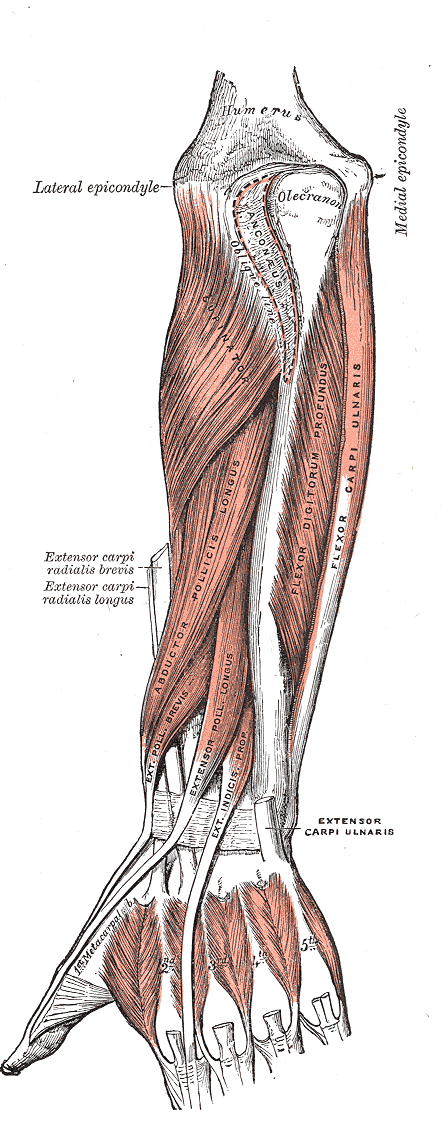
Superfície posterior de l'avantbraç. Músculs profunds.
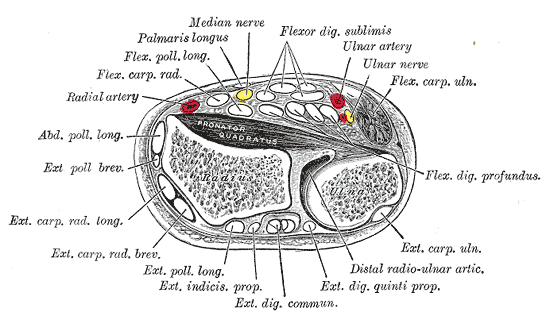
Secció transversal a través dels extrems distals del radi i el cúbit.
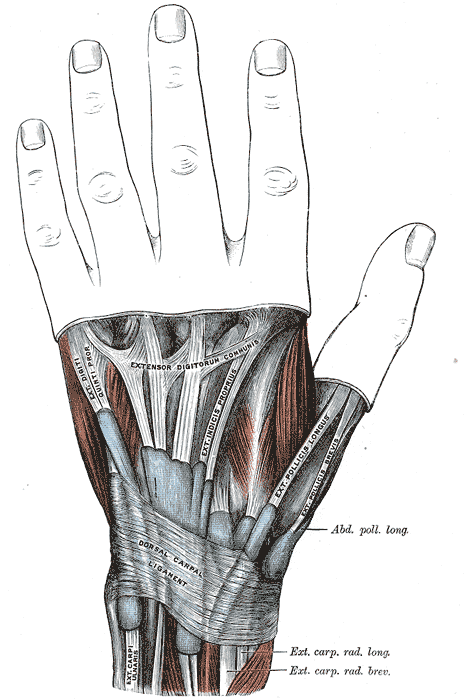
Beines mucoses dels tendons en la part posterior del canell.
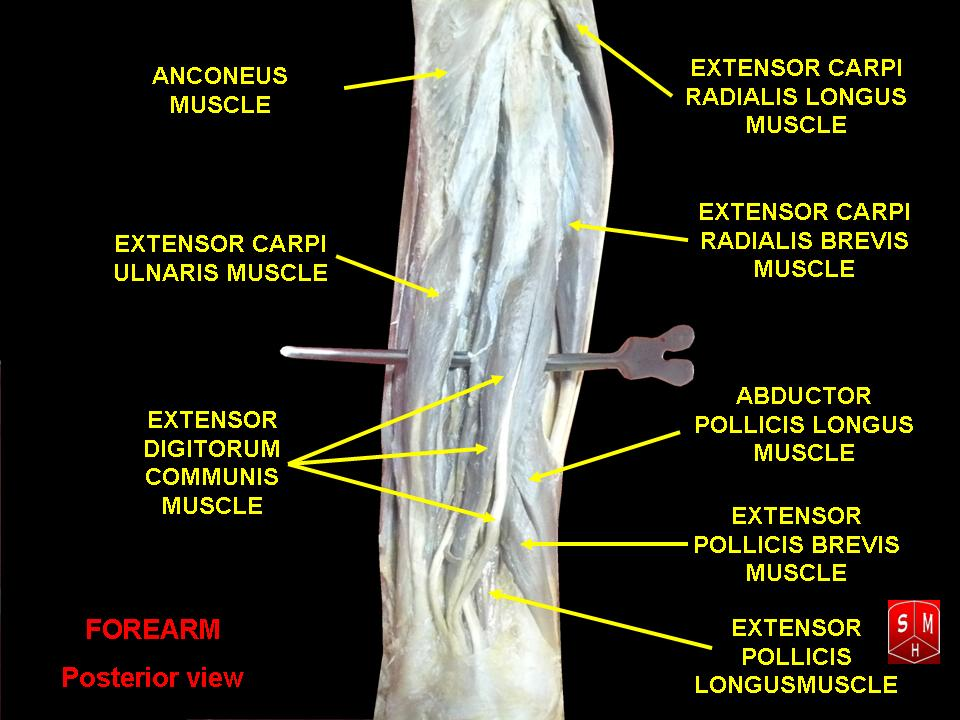
Múscul extensor radial llarg del carp.
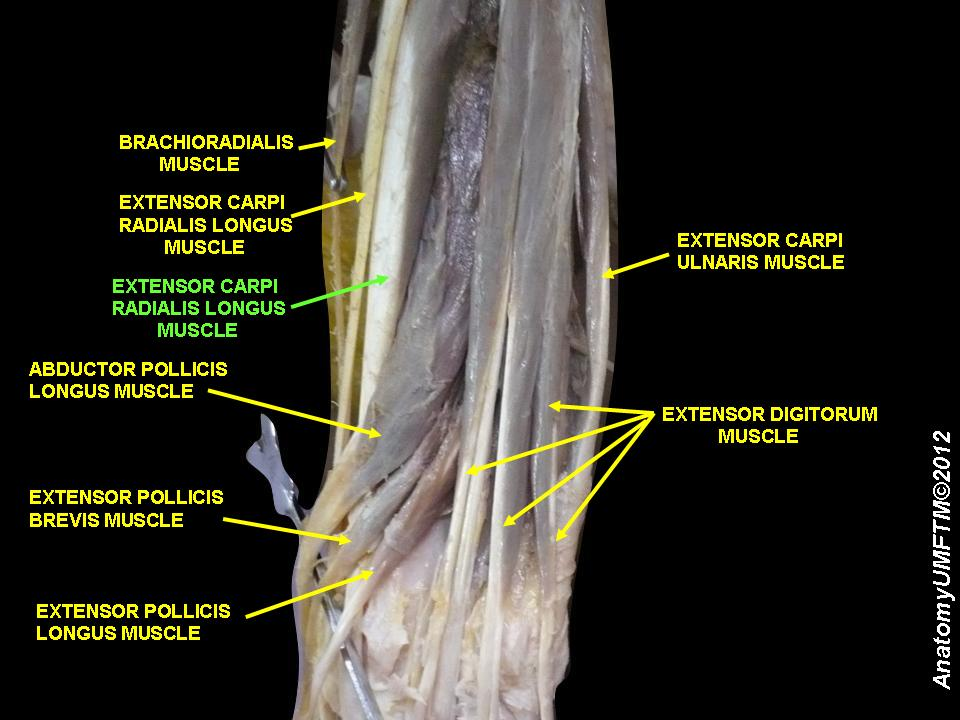
Múscul extensor radial llarg del carp.